# ベンチャーデット
ベンチャーデット（英: Venture Debt, 別名: ベンチャーローン、グロースデット、ベンチャーレンディング）は、既存のスタートアップ企業に対して提供される負債型（融資型）の資金調達手段である。通常、これはバレットローン（一括返済型ローン）や特別な条件付きの融資であり、専門の銀行、金融機関、またはファンドによって提供される。この種のローンは、運転資金（ワーキングキャピタル）や設備投資などの耐久資産の購入に充てられることが多い。
従来の銀行融資とは異なり、ベンチャーデットは正のキャッシュフローや十分な担保を持たない企業を対象としており、リスクキャピタル（ベンチャーキャピタル）による支援を受けている成長段階の企業に特化している。貸し手にとってリスクが高い分、金利は比較的高く（年8%から20%程度）、さらにワラント（株式購入権）などの追加リターンが付与される場合もある。

## 市場規模と業界動向
一般的に、ベンチャーデットは市場に参入してから3〜4年の実績があり、一定の収益や信用力を備えたスタートアップ企業を対象に提供される。
米国では、ベンチャーデットはベンチャーキャピタルを補完する手段として認識されており、投資された自己資本の約3分の1から半分程度を占めることが多い。世界全体のベンチャーデット市場は年間数十億ドル規模と推定されている。
欧州におけるベンチャーデットへの関心の高まりは、成功裏に資金調達を行うスタートアップの増加や市場参加者のプロフェッショナリズムの向上などに起因している。